# Star 944

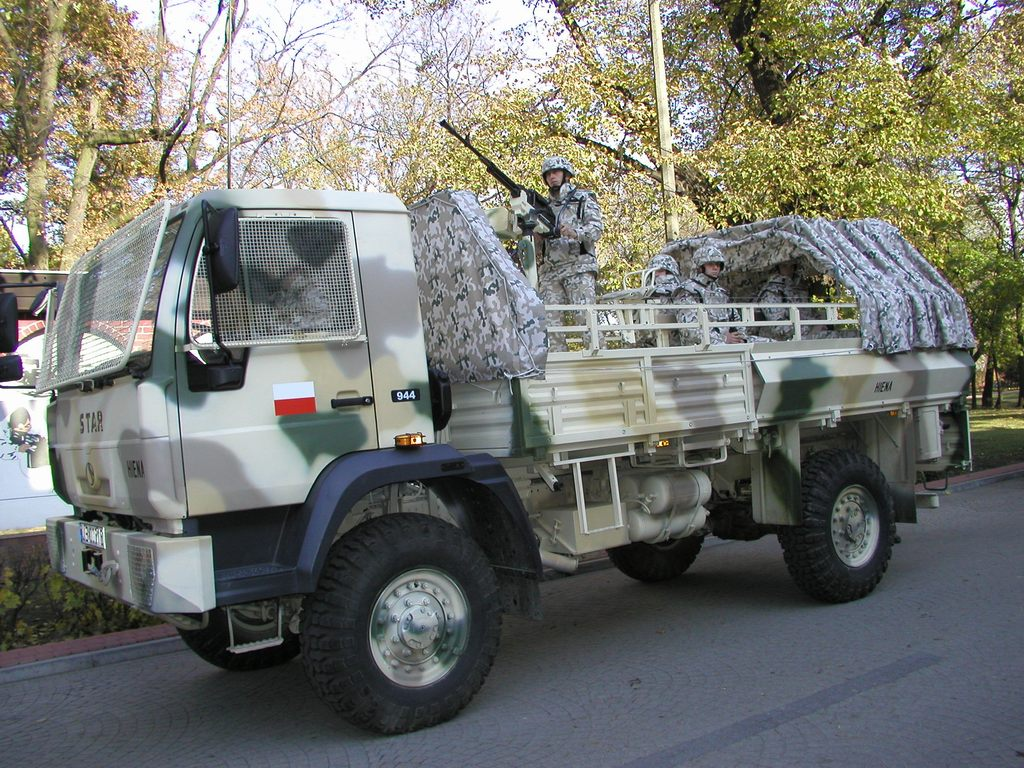
Star 944P

Star 944 — среднетоннажный грузовой автомобиль повышенной проходимости производства завода грузовых автомобилей «Star» в городе Стараховице, Польша. Пришёл на смену автомобилю Star 744. 

## История
Впервые автомобиль Star 944 был представлен в 1999 году. Серийно автомобиль производился с 2000 года.
Автомобиль Star 944 был призван заменить автомобиль Star 266, однако по техническим причинам вместо него преемником Star 266 стал Star 1466.
Автомобиль Star 944 оснащён дизельным двигателем внутреннего сгорания MAN D 0824 LFG 01 экологического класса Евро-2. Кабина и салон взяты от немецкой модели MAN L2000.
В Ираке автомобиль был модернизирован и получил название Star 944P (Гиена).
Производство завершилось в 2007 году.